# Dublineses
Dublineses (en inglés, Dubliners) es una colección de quince relatos cortos del escritor irlandés James Joyce escritos entre 1904 y 1907, pero publicada tras diversas vicisitudes en 1914.
Los quince relatos, que en principio habían sido doce, constituyen una representación realista, y aun naturalista, en ocasiones sutilmente burlona, de las clases media y baja irlandesas en el Dublín de los primeros años del siglo XX. En estos relatos, Joyce trata de reflejar la «parálisis» cultural, mental y social que aquejaba a la ciudad, sometida secularmente a los dictados del Imperio británico y de la Iglesia católica. Según William York Tindall, por tanto, el propósito último del libro es de índole moral. El propio Joyce manifestó una vez:

Mi intención era escribir un capítulo de la historia moral de mi país, y escogí Dublín para escenificarla porque esa ciudad me parecía el centro de la parálisis.

Las historias se escribieron en un momento en el que el nacionalismo irlandés estaba en su apogeo y dominaba en Irlanda la búsqueda de una identidad nacional, que se materializó en la declaración de independencia de julio de 1921. Atrapado en una encrucijada de la historia y de la cultura, el país se encontraba sacudido por varias ideologías e influencias convergentes, y estos relatos ofrecen una visión de los conflictos, a menudo fútiles, que estas tensiones generaron en la vida diaria de la gente de Dublín.

## Contenido
Los quince relatos son los siguientes:
- Las hermanas – El sacerdote, el padre Flynn, muere y un muchacho amigo suyo, junto con su familia, lo afrontan solo superficialmente.

- Un encuentro – Dos muchachos que faltan a clase se encuentran con un extraño anciano.

- Araby – Un niño se enamora de la hermana de su amigo, quiere comprarle un regalo en una feria llamada 'Araby' (Arabia) pero no lo hace.

- Eveline – Una joven abandona sus planes de fugarse con un marinero.

- Después de la carrera – El estudiante de College Jimmy Doyle intenta adaptarse a sus amigos más adinerados.

- Dos galanes – Dos estafadores, Lenehan y Corley, engañan a una doncella para robarle a su empleador.

- La casa de huéspedes – La señora Mooney manipula con éxito a su hija Polly para un matrimonio por interés con el señor Doran.

- Una nubecilla – Little Chandler cena con su viejo y exitoso amigo Ignatius Gallaher, lo que le hace comprender lo fallido de sus propios sueños literarios. Además, se da cuenta de que su hijo recién nacido le ha reemplazado en el afecto de su esposa.

- Duplicados – Farrington, un frustrado copista de oficina, desahoga sus murrias emborrachándose en distintos pubs y, al llegar a casa, golpea a su hijo Tom.

- Polvo y ceniza – La señorita Maria celebra Halloween con su hijo adoptivo, Joe Donnelly, y familia.

- Un triste caso – El señor Duffy desaira a la señora Sinico; cuatro años después, cuando ella muere en un confuso accidente ferroviario, comprende que ella pudo haber sido el amor de su vida.

- Efemérides en el comité – Activistas políticos irlandeses no se ponen de acuerdo en hacer revivir la memoria del independentista Charles Stewart Parnell.

- Una madre – La señora Kearney intenta organizar el perfecto recital de piano para su hija Kathleen.

- A mayor gracia de Dios– El señor Kernan se hiere al tropezar borracho en un bar, y sus amigos intentan devolverlo al redil por la senda católica.

- Los muertos – Gabriel Conroy acude con su mujer a una celebración en casa de sus tías. Al final de la noche, tras una revelación sentimental de su mujer, medita a solas sobre el sinsentido de la vida. Con más de 15.000 palabras, este cuento también ha sido considerado novela corta. Fue llevado al cine, en 1987, por el director John Huston, en la que sería su última película, The Dead.

Unos toquecitos en el cristal lo hicieron volverse a la ventana. Otra vez había empezado a nevar. Soñoliento, se fijó en los copos, plata y sombra, cayendo oblicuos contra la farola. Le había llegado el momento de encaminarse al Oeste. Sí, los periódicos tenían razón: la nieve caía por toda Irlanda. Caía por toda la oscura llanura central, sobre las colinas desnudas; caía suavemente sobre la Marisma de Allen y, más hacia el oeste, suave caía sobre las oscuras olas amotinadas del Shannon. Caía también en la colina del cementerio solitario en que yacía enterrado Michael Furey. Se amontonaba espesa sobre las cruces y lápidas torcidas, en las lanzas de la pequeña verja, sobre los espinos resecos. Su alma fue desvaneciéndose mientras oía caer la nieve tenuemente por todo el universo, y tenuemente caer, como el descenso de un último ocaso, sobre todos los vivos y los muertos.
"Los muertos"

## Valoraciones
El editor irlandés de esta obra, Terence Brown, acerca de su contenido autobiográfico, escribe en la introducción a la misma: «Dublineses no es receptáculo solo de la experiencia de declive social y de desilusión con el político Parnell. Este texto, como todos los de Joyce, contiene materia autobiográfica enraizada en la aprehensión escrupulosamente exacta de los detalles de la vida dublinesa que el escritor recabó a lo largo de su pasaje a la madurez. Muchos de los incidentes y personajes se basan en personas que Joyce pudo haber conocido y en experiencias sufridas por él mismo o por otros (aunque solo "Un encuentro" y "Una madre" se saben basados en experiencias personales directas de Joyce)». El escritor llegó a utilizar, «con total frialdad clínica», las cartas de su madre muerta, así como las anotaciones del diario de su hermano Stanislaus, quien incluso sirvió de modelo para el protagonista del relato "Un triste caso".
Joyce, quien sería más adelante pionero en el uso del monólogo interior como recurso narrativo, utiliza en esta obra un estilo fuertemente sobrio y realista, cercano incluso al naturalismo, según advirtió Mario Vargas Llosa, con el fin de ofrecer una descripción lo más fiel posible de los personajes y de la ciudad. Así, las influencias de Flaubert, Maupassant y Chéjov, entre otros, son evidentes.
El crítico estadounidense Harry Levin afirma a este respecto que el escritor realista moderno, en referencia a Joyce, al contrario que un Balzac, que se decía "secretario de la sociedad", se mantiene aparte de esa sociedad que pretende retratar, esperando la oportunidad o la conversación entreoída que dé lugar a su historia; «estrictamente hablando, posee una visión oblicua sobre temas más amplios» y se interesa, no por las aventuras románticas o el incidente dramático, sino por las rutinas más insulsas y cotidianas, «mostrándose ansioso por descubrir el modo más económico de exponer la mayor cantidad posible de tales fruslerías». «Veinticinco años después de la aparición de Dublineses», escribió Levin, «la técnica de Joyce ha tenido tanto éxito que ha acabado convertida en toda una industria literaria».
Muchos de los personajes de Dublineses aparecerán posteriormente en papeles de menor importancia en la novela fundamental de Joyce, Ulises, aunque ninguno de los tres protagonistas de esta novela (Leopold Bloom, Stephen Dedalus y Molly Bloom) surge en Dublineses.
Las historias iniciales de la colección se centran en los niños como protagonistas, y a medida que el libro avanza los protagonistas crecen en edad. También van creciendo correspondientemente la sofisticación y la sutileza del desarrollo literario, técnica observable también en el Retrato del artista adolescente. En carta de mayo de 1906 al editor Grant Richards, Joyce declara: «He tratado de presentar [Dublín] al público indiferente encarnado en cuatro de sus aspectos: la niñez, la adolescencia, la madurez y la vida pública», de manera que, según la crítica de la Universidad de Oxford Jeri Johnson, desde el principio el escritor imaginó el libro como algo más que una colección azarosa de historias.
Según Jeri Johnson, los cuentos sobre la niñez comprenden: "Las hermanas", "Un encuentro" y "Araby", sobre la adolescencia: "Eveline", "Después de la carrera", "Dos galanes" y "La casa de huéspedes"; los de madurez: "A Little Cloud", "Counterparts", "Clay" y "A Painful Case" y los que reflejan la vida pública: "Ivy Day in the Committee Room", "A Mother" y "Grace". El último cuento, "The Dead", se sale del esquema, pues reúne elementos de las anteriores clasificaciones, sirviendo como culminación y coda del volumen. "Los muertos" ha sido definido frecuentemente como uno de los mejores cuentos en lengua inglesa de todas las épocas.
Los relatos contienen en diversos lugares lo que Joyce llamó "epifanías", revelaciones o iluminaciones repentinas de verdades profundas que transforman súbitamente el alma o la conciencia de los personajes. Estas epifanías, que aparecerán también en obras como Stephen el héroe y Retrato del artista adolescente, provienen del lenguaje religioso, donde son representativas de una manifestación de lo divino.
Otro recurso de Joyce, que surge con frecuencia en sus libros, es la técnica denominada «Uncle Charles Principle» («Principio del tío Charles»), que consiste en una especie de transferencia verbal del personaje al narrador, en virtud de la cual, a efectos de expresividad, este utiliza fórmulas coloquiales más propias de aquel. Esto se aprecia, por ejemplo, en el arranque de "Los muertos": «Lily, la hija de la guardesa, tenía literalmente los pies hechos polvo»; este "literalmente", según Hugh Kenner, es lo que diría la propia Lily, y no el narrador literario clásico.
Según Anthony Burgess, la importancia de este libro no debe ser exagerada dentro de la obra de Joyce. Dublineses importa principalmente por los "extras" (actores) que aportará a Ulises. Otro apunte de Burgess: allí donde aparece un lugar común o cliché, este es deliberado, dado que los habitantes de la ciudad viven instalados en el lugar común.
William York Tindall afirma que Dublineses deber ser considerado el prefacio del Retrato del artista adolescente y de Ulises. Dublineses establece las causas del exilio que se sugiere en el Retrato, y Ulises no es más que este libro de cuentos alargado. Aún más, la diferencia de método entre las distintas obras no es tan grande, ya que, en el fondo, unas derivan de otras. Destaca finalmente que los cuentos tuvieron escaso éxito. Joyce recordaba que en los primeros seis meses se vendieron doscientas copias, veintiséis en el segundo semestre, y solo siete en el tercero. Los primeros lectores encontraron el libro, si no impenetrable, sí tedioso.
El biógrafo de Joyce, Richard Ellmann, recuerda distintos comentarios del escritor sobre Dublineses. En relación con los relatos afirmó en mayo de 1906: «Es un hombre muy valiente el que se atreve a modificar la exposición, más aún, a deformar lo que ha visto u oído». Al año siguiente dijo a su hermano que este libro era «la historia moral de la vida que he conocido», y a su editor le escribió la ya citada carta: «Mi intención era escribir un capítulo de la historia moral de mi país». En otra ocasión le dijo a su hermano: «Los relatos parecen indiscutiblemente bien hechos, pero pienso que muchos otros podrían escribirlos igual de bien». Según Ellmann, Joyce «en tanto que escritor irlandés, en 1912 se dirigió al líder de Sinn Féin, Arthur Griffith, para que con su ayuda Dublineses se pudiera publicar en una editorial irlandesa. Griffith, que luego sería el primer presidente de Irlanda, no pudo conseguirle dicha ayuda, pero le recibió con respeto».

## Publicación
La edición de Dublineses atravesó por numerosas vicisitudes, y no se concretó hasta 1914, años después de su redacción definitiva. El manuscrito ya obraba en poder de un editor londinense, Grant Richards, en 1906. Este puso objeciones de tipo moral a Joyce desde el primer momento, objeciones que formulaban los propios linotipistas (según recuerda Galván, algo normal en la época; no querían comprometerse con lo que imprimían) y que en principio se concretaban en los relatos "Dos galanes" y "Contrapartidas", ya que en ellos aparecían palabras malsonantes, por otra parte tan inocentes como bloody. Según Galván, «es patético contemplar cómo Joyce insiste, por un lado, en la necesidad de mantener los más mínimos detalles, algo que considera esencial en el tipo de cuento que pretende escribir, y por otro lado, se muestra a veces tolerante y acepta incluso eliminar algún relato, pero en modo alguno "Dos galanes" o "Un encuentro"».
Richards acabó rechazando el libro a finales de 1906, y no fue hasta 1909 cuando Joyce encontró nuevos editores, los dublineses Maunsel & Company. Las objeciones no tardaron en surgir de nuevo. Primero ante el temor a demandas por la aparición en el libro de nombres reales de establecimientos, y segundo por cuestiones políticas. El libro, con todo, llegó a componerse e imprimirse en 1912, pero finalmente, ante los ojos de un atónito Padraic Colum, que había accedido a acompañar a Joyce a visitar al editor, George Roberts, este rehusó definitivamente sacar a la luz el libro. Hasta «hizo destruir todos los pliegos ya impresos [...] y -lo que es más- amenazó con demandar a Joyce, pidiéndole una cantidad sustancial para compensarle por las pérdidas de la edición destruida». La tremenda indignación llevó a Joyce a la composición de su famoso e incendiario poema "El gas del quemador" (o "Gases de un quemador"). Poco después abandonó Dublín, soltando chispas; nunca más volvería a pisar su patria.

Damas y caballeros, estáis aquí reunidos
para escuchar por qué cielo y tierra temblaron
con motivo de las negras y siniestras artes
de un escritor irlandés que vive en el extranjero.
Me envió un libro hace diez años;
lo leí cien veces o más,
de delante atrás, de arriba abajo,
de uno a otro extremo de un telescopio.
Lo imprimí hasta la última palabra
pero por la misericordia del Señor
la oscuridad de mi mente se disipó
y vi la intención malévola del escritor.
Gases de un quemador (1912)

Joyce volvió a intentar la publicación con el editor primero, Grant Richards, quien finalmente accedió a ello en enero de 1914. En junio de ese mismo año salió por fin el libro. En su confección, habían sido utilizadas las pruebas del editor dublinés, Maunsel & Company. En 1916 salió la edición estadounidense, a cargo de B. W. Huebsch, quien importó las planchas de Richards. Jonathan Cape publicó una nueva edición en 1926. Las numerosas erratas halladas no se solventaron hasta la edición de 1967 debida a Robert Scholes, quien respetó las preferencias de puntuación y los cambios decididos por el propio Joyce. En 1993 apareció una edición "definitiva", llevada a cabo por Hans Gabler (con ayuda de Walter Hettche). Esta edición recoge comparaciones con las anteriores.

## Traducciones al español
- Gente de Dublín (1942). L. Abelló. Tartesos.
- Dublineses (1945). Luis Alberto Sánchez. Ercilla.
- Dublineses (1972). Guillermo Cabrera Infante. Lumen.
- Dublineses (1993). Eduardo Chamorro. Cátedra.
- Dublineses (2004). Marcos Mayer. Losada.
- Dublineses (2015). Fernando Velasco Garrido. Akal.
- Dublineses (2016). Marina Mena Guardabrazo. Mirlo.
- Dublineses (2022) en Cuentos y prosas breves. Diego Garrido. Páginas de Espuma.
- Dublineses (2022). Damiá Alou. Cátedra.
- Dublineses (2023). Carlos Manzano. Navona.

Hasta 1942 no hubo una edición completa de Dubliners al español. A cargo de I. Abelló, se tituló Gente de Dublín (editorial Tartesos de Barcelona), en clara referencia a la traducción francesa (Gens de Dublin). Después se ha traducido seis veces más.
Una versión reconocida al castellano de este libro es la que realizó en 1972 el escritor cubano Guillermo Cabrera Infante. En 1998, apareció una edición crítica de la obra a cargo del estudioso español Fernando Galván, con traducción de Eduardo Chamorro, la que busca evitar los frecuentes americanismos que a veces sorprenden al lector español en la versión de Cabrera Infante —para incorporar, a su vez, frecuentes españolismos que a veces sorprenden al lector latinoamericano.
Según Fernando Galván, la obra, aunque no lo parezca, como las otras de su autor, guarda en su interior multitud de enigmas aún por desvelar.

## Adaptaciones audiovisuales
- El dramaturgo irlandés Hugh Leonard adaptó seis de los cuentos de este libro con el título de Dublin One; fueron representados en el Gate Theatre de Dublín, en 1963.[34]
- En 1987, John Huston adaptó el relato "The Dead" para el filme homónimo (Dublineses, en español).
- En 1999, se adaptó como cortometraje el cuento "Araby", producido y dirigido por Dennis Courtney.[35]
- En 2000, se estrenó un musical sobre "The Dead", escrito por Richard Nelson y Shaun Davey, dirigido por Richard Nelson. Ganó un Premio Tony.
- En abril de 2012, el actor Stephen Rea leyó "The Dead" para la radio irlandesa, RTÉ Radio 1.[36]

### En inglés
- Edición electrónica libre de Dublineses en el Proyecto Gutenberg
- Edición auto-referencial y buscable de Dubliners, con concordancia
- Análisis en profundidad de la obra
- Notas clásicas.
- Spark Notes sobre Dublineses.
- Notas de Pink Monkey sobre Dublineses.
- Texto completo del "Dubliners" en Inglés con traducción

- Datos: Q459592
- Multimedia: Dubliners / Q459592